# 1998年の宝塚歌劇公演一覧
本項目では、1998年の宝塚歌劇公演一覧（1998ねんのたからづかかげきこうえんいちらん）について示す。

## 宝塚大劇場公演
（）内は、作者または演出者名。参考資料は90年史。

### 雪組
- 1997年12月19日 - 2月1日
  - 『春櫻賦』（谷正純）
  - 『LET'S JAZZ -踊る五線譜-』（草野旦）

### 月組
- 2月13日 - 3月23日
  - 『WEST SIDE STORY』（アラン・ジョンソン　演出・振付、正塚晴彦　演出補）

### 宙組
- 3月27日 - 5月11日
  - 『エクスカリバー』（小池修一郎）
  - 『シトラスの風』（岡田敬二）

### 花組
- 5月15日 - 6月22日
  - 『SPEAKEASY』（谷正純　脚本・演出）
  - 『スナイパー』（石田昌也）

### 星組
- 6月26日 - 8月3日
  - 『皇帝』（植田紳爾、石田昌也　演出）
  - 『ヘミングウェイ・レビュー』（草野旦）

### 雪組
- 8月7日 - 9月14日
  - 『浅茅が宿』（酒井澄夫）
  - 『ラヴィール』（中村一徳）

### 月組
- 9月18日 - 10月26日
  - 『黒い瞳』（柴田侑宏　脚本、謝珠栄　演出・振付）
  - 『ル・ボレロ・ルージュ』（三木章雄）

### 宙組
- 10月30日 - 12月20日
  - 『エリザベート』（小池修一郎　潤色・演出）

## 東京公演（特別公演は除く）
（）内は、作者または演出者名。参考資料は90年史。

### 星組
- 3月4日 - 3月30日　帝国劇場
  - 『ダル・レークの恋』（菊田一夫　作、酒井澄夫　潤色・演出）

### 雪組
- 4月3日 - 4月30日　帝国劇場
  - 『春櫻賦』（谷正純）
  - 『LET'S JAZZ -踊る五線譜-』（草野旦）

### 月組
- 5月30日 - 7月26日　TAKARAZUKA1000days劇場
  - 『WEST SIDE STORY』（アラン・ジョンソン　演出・振付、正塚晴彦　演出補）

### 宙組
- 7月11日 - 8月17日　TAKARAZUKA1000days劇場
  - 『エクスカリバー』（小池修一郎）
  - 『シトラスの風』（岡田敬二）

### 花組
- 8月22日 - 10月5日　TAKARAZUKA1000days劇場
  - 『SPEAKEASY』（谷正純　脚本・演出）
  - 『スナイパー』（石田昌也）

### 星組
- 10月10日 - 11月23日　TAKARAZUKA1000days劇場
  - 『皇帝』（植田紳爾、石田昌也　演出）
  - 『ヘミングウェイ・レビュー』（草野旦）

### 雪組
- 11月28日 - 12月26日　TAKARAZUKA1000days劇場
  - 『浅茅が宿』（酒井澄夫）
  - 『ラヴィール』（中村一徳）

## 宝塚バウホール公演
（）内は、作者または演出者名。参考資料は90年史。

### 星組
- 1月10日 - 1月25日
  - 『夜明けの天使たち』（荻田浩一）

### 雪組
- 2月28日 - 3月5日
  - 『ICARUS』（植田景子）

### 花組
- 3月14日 - 3月29日
  - 『ヴェロニック』（三木章雄　演出）

### 星組
- 4月25日 - 5月10日
  - 『ディーン』（岡田敬二　潤色・演出、中村暁　演出）

### 雪組
- 6月6日 - 6月21日
  - 『心中・恋の大和路』（菅沼潤　脚本・演出、谷正純　演出）

### 月組
- 7月30日 - 8月9日
  - 『永遠物語』（草野旦　脚色・演出）

### 星組
- 8月27日 - 9月6日
  - 『イコンの誘惑』（小池修一郎）

### 宙組
- 9月11日 - 9月15日
  - 『バウ・ボヤージュ!』（中村暁）

### 雪組
- 9月23日 - 9月27日
  - 『THE FICTION』（太田哲則）

- 10月9日 - 10月19日
  - 『凍てついた明日』（荻田浩一）

### 花組
- 10月31日 - 11月15日
  - 『Endless Love』（児玉明子）

### 合同
- 11月21日 - 11月23日
  - 『LAST STEPS』（荻田浩一　構成・演出）

### 月組
- 11月28日 - 12月8日
  - 『シンデレラ・ロック』（植田景子）

## その他の日本公演
（）内は、作者または演出者名。参考資料は90年史。

### 星組・特別
- 1月15日 - 1月26日　東京・日本青年館
  - 『Elegy　哀歌』（太田哲則）

### 花組
- 2月1日 - 2月18日　名古屋・中日劇場
  - 『ザッツ・レビュー』（植田紳爾、石田昌也　演出）

### 花組・特別
- 2月28日 - 3月8日　東京・日本青年館
  - 『白い朝』（柴田侑宏　脚本・演出）

### 星組
- 4月18日 - 5月12日　市川、川口、仙台、愛知県、広島、熊本、福岡、高松、浜松
- 『ダル・レークの恋』（菊田一夫　作、酒井澄夫　潤色・演出）

### 雪組
- 5月30日 - 6月21日　札幌、青森、盛岡、名取、仙台、横須賀、市川、川口、広島、小倉
  - 『風と共に去りぬ』（植田紳爾　脚本・演出、谷正純　演出）

### 宙組・特別
- 6月6日 - 6月14日　東京・日本青年館
  - 『嵐が丘』（太田哲則　脚本・演出）

- 6月19日 - 6月21日　愛知厚生年金会館
  - 『嵐が丘』（太田哲則　脚本・演出）

### 花組・特別
- 7月8日 - 7月10日　東京・日本青年館
  - 『ヴェロニック』（三木章雄　演出）

- 7月22日 - 7月23日　日本武道館
  - 『真矢みきスーパーリサイタル―MIKI in BUDOKAN―』（つんく（シャ乱Qトータルプロデュース）、石田昌也　構成・演出、ほか）

### 月組
- 8月1日 - 8月9日　大阪・シアター・ドラマシティ
  - 『ブエノスアイレスの風』（正塚晴彦）

### 星組・特別
- 8月25日 - 9月2日　東京・日本青年館
  - 『ディーン』（岡田敬二　潤色・演出、中村暁　演出）

- 9月10日 - 9月20日　東京・日本青年館
  - 『イコンの誘惑』（小池修一郎）

### 雪組・特別
- 10月24日 - 11月1日　東京・日本青年館
  - 『凍てついた明日』（荻田浩一）

### 花組
- 10月31日 - 11月18日　鳥取、市川、相模大野、広島、廿日市、徳山、長崎、福岡、久留米、小倉、鹿児島
  - 『春ふたたび』（植田紳爾）
  - 『サザンクロス・レビュー』（草野旦）

### 月組・特別
- 11月28日 - 12月7日　東京・日本青年館
  - 『永遠物語』（草野旦　脚色・演出）

### 星組
- 12月21日 - 12月30日　大阪・シアタードラマシティ
  - 『聖夜物語』（草野旦）

## 香港公演・宙組
参考資料は90年史。
公演日と公演地
- 1月17日 - 1月25日　香港・香港文化中心

公演演目
- ジャパン・ファンタジー『夢幻宝寿頌』15場　（植田紳爾　作・演出）
- グランド・レビュー『This is TAKARAZUKA!』 24場（三木章雄　作・演出）

参加生徒
※氏名の後ろに（）がなければ宙組生徒。
- 松本悠里（専科）

- 出雲綾
- 夏河ゆら
- 萌水せりか
- 越はるき
- 希佳
- 姿月あさと
- 和央ようか
- 美々杏里
- 湖月わたる
- 祐輝薫

- 陵あきの
- 寿つかさ
- 鈴奈沙也
- 高翔みず希
- 花總まり
- 城華阿月
- 優花えり
- 朝海ひかる
- 双葉美樹
- 夢輝のあ

- 彩苑ゆき
- 大鷹つばさ
- 海宝珠起
- 南城ひかり
- 達つかさ
- 夢月真生
- 菊穂りな
- 綾咲成美
- 風輝マヤ
- 朝比奈慶

- 久路あかり
- 久遠麻耶
- 初嶺まよ
- 毬穂えりな
- 杏里ミチル
- あさぎ裕南
- 梶花空未
- 華景みさき
- 苑みかげ
- 虹乃夢果

- 光海晶帆
- 夢大輝
- 美風舞良
- 華宮あいり

## 催し物
参考資料は90年史。

### '98TCAスペシャル
- 5月21日 - 5月22日　宝塚大劇場
  - 『タカラジェンヌ!』-5組そろって大行進!-（総監督：酒井澄夫）

### 第39回宝塚舞踊会
- 10月13日　宝塚大劇場
- 指導：藤間勘寿郎・藤間勘二郎・花柳祿寿重

### レビュースペシャル'98
- 12月23日 - 12月25日　宝塚大劇場
  - 『レビュースペシャル'98』（構成・演出：三木章雄）

第1部：『香港メモリーズ』
第2部：『スターパレード'98』